# Championnat du monde de beach soccer 1999
Navigation
1998 2000
L'édition 1999 de la coupe du monde de beach soccer est la 5e édition de la compétition qui se déroule sur la plage de Copacabana à Rio de Janeiro. Le Brésil remporte son cinquième titre.

## Équipes participantes
- Afrique du Sud

- Brésil

- Canada

- Espagne

- États-Unis

- France

- Italie

- Japon

- Malaisie

- Portugal

- Pérou

- Uruguay

## Déroulement
Les équipes sont divisées en quatre groupes de 3 équipes. Les deux premiers de chacun d'entre eux sont qualifiés pour les quarts de finale.

## Phase de groupe

### Groupe A
| Équipe | Pts | J | V | N | D | Bp | Bc | Diff |
| ------ | --- | - | - | - | - | -- | -- | ---- |
| Brésil | 6   | 2 | 2 | 0 | 0 | 25 | 10 | 15   |
| Japon  | 3   | 2 | 1 | 0 | 1 | 12 | 14 | -2   |
| France | 0   | 2 | 0 | 0 | 2 | 9  | 22 | -13  |

| 10 janvier 1999 | Brésil | 15–5 | France |  |  |
|                 |        |      |        |  |  |

| 11 janvier 1999 | Brésil | 10–5 | Japon |  |  |
|                 |        |      |       |  |  |

| 12 janvier 1999 | Japon | 7–4 | France |  |  |
|                 |       |     |        |  |  |

### Groupe B
| Équipe         | Pts | J | V | N | D | Bp | Bc | Diff |
| -------------- | --- | - | - | - | - | -- | -- | ---- |
| Uruguay        | 6   | 2 | 2 | 0 | 0 | 15 | 4  | 11   |
| Espagne        | 3   | 2 | 1 | 0 | 1 | 8  | 6  | 2    |
| Afrique du Sud | 0   | 2 | 0 | 0 | 2 | 1  | 14 | -13  |

| 10 janvier 1999 | Uruguay | 10–0 | Afrique du Sud |  |  |
|                 |         |      |                |  |  |

| 11 janvier 1999 | Espagne | 4–1 | Afrique du Sud |  |  |
|                 |         |     |                |  |  |

| 12 janvier 1999 | Uruguay | 5–4 | Espagne |  |  |
|                 |         |     |         |  |  |

### Groupe C
| Équipe | Pts | J | V | N | D | Bp | Bc | Diff |
| ------ | --- | - | - | - | - | -- | -- | ---- |
| Pérou  | 6   | 2 | 2 | 0 | 0 | 6  | 2  | 4    |
| Canada | 3   | 2 | 1 | 0 | 1 | 6  | 6  | 0    |
| Italie | 0   | 2 | 0 | 0 | 2 | 5  | 9  | -4   |

| 10 janvier 1999 | Pérou | 2–1 | Canada |  |  |
|                 |       |     |        |  |  |

| 11 janvier 1999 | Pérou | 4–1 | Italie |  |  |
|                 |       |     |        |  |  |

| 12 janvier 1999 | Canada | 5–4 | Italie |  |  |
|                 |        |     |        |  |  |

### Groupe D
| Équipe     | Pts | J | V | N | D | Bp | Bc | Diff |
| ---------- | --- | - | - | - | - | -- | -- | ---- |
| Portugal   | 6   | 2 | 2 | 0 | 0 | 11 | 4  | 7    |
| États-Unis | 3   | 2 | 1 | 0 | 1 | 9  | 7  | 2    |
| Malaisie   | 0   | 2 | 0 | 0 | 2 | 9  | 22 | -13  |

| 10 janvier 1999 | États-Unis | 7–2 | Malaisie |  |  |
|                 |            |     |          |  |  |

| 11 janvier 1999 | Portugal | 4–2 | Malaisie |  |  |
|                 |          |     |          |  |  |

| 12 janvier 1999 | États-Unis | 2–5 | Portugal |  |  |
|                 |            |     |          |  |  |

## Phase finale

### Quarts de finale
| 13 janvier 1999 | Uruguay | 7–6 | États-Unis |  |  |
|                 |         |     |            |  |  |

| 13 janvier 1999 | Portugal | 6–1 | Espagne |  |  |
|                 |          |     |         |  |  |

| 14 janvier 1999 | Pérou | 7–3 | Japon |  |  |
|                 |       |     |       |  |  |

| 14 janvier 1999 | Brésil | 7–4 | Canada |  |  |
|                 |        |     |        |  |  |

### Demi-finales
| 15 janvier 1999 | Portugal | 5–2 | Pérou |  |  |
|                 |          |     |       |  |  |

| 15 janvier 1999 | Brésil | 5–2 | Uruguay |  |  |
|                 |        |     |         |  |  |

### Match pour la3eplace
| 16 janvier 1999 | Uruguay | 7–6 | Pérou |  |  |
|                 |         |     |       |  |  |

### Finale
| 17 janvier 1999 | Brésil | 5–2 | Portugal |  |  |
|                 |        |     |          |  |  |

## Statistiques

### Classement
| Place              | Équipe         |
| ------------------ | -------------- |
| Médaille d'or      | Brésil         |
| Médaille d'argent  | Portugal       |
| Médaille de bronze | Uruguay        |
| 4                  | Pérou          |
| 5                  | Espagne        |
| 6                  | États-Unis     |
| 7                  | Canada         |
| 8                  | Japon          |
| 9                  | Italie         |
| 10                 | Malaisie       |
| 11                 | France         |
| 12                 | Afrique du Sud |

### Trophées individuels
- Meilleur joueur :  Jorginho
- Meilleurs buteurs :  Júnior et  Matosas (10 buts)
- Meilleur gardien :  Pedro Crespo

## Source
(en) Beach Soccer World Cup 1999 sur rsssf.com